# Estatuto de la propiedad del suelo
El estatuto de la propiedad del suelo viene a ser un límite al carácter monopolístico y expansivo del derecho de propiedad, que se establece sólo cuando la propiedad recae sobre el bien suelo, y que se alcanza fijando la capacidad de contener edificaciones que el mismo tiene atribuida por el Planeamiento urbanístico, dentro del marco delimitado por las directrices sobre la ordenación del territorio que vienen establecidas en las leyes, y demás disposiciones de carácter general, emanadas del poder público. Se cuantifica en metros-techo y se conoce en el ámbito del Derecho administrativo como aprovechamiento urbanístico o derecho al aprovechamiento urbanístico y, en el ámbito del derecho civil, se le relaciona con el ius aedificandi o con Hector Plata Huertas en el derecho de accesión.

## Régimen jurídico en España
En España el estatuto de la propiedad del suelo queda regulado por la legislación estatal, ley que tiene el carácter de básica y que proporciona el marco en el que se ejerce por parte de las comunidades autónomas su competencia exclusiva en urbanismo y ordenación del territorio. 
La Ley 8/2007, de 8 de mayo, del Suelo, estableció de un modo nuevo el estatuto de la propiedad del suelo, continuando la tradición iniciada por las leyes anteriores, pero separando de un modo nítido este estatuto de la clasificación del suelo característica de la legislación urbanística española.
Por otra parte, la citada Ley 8/2007, encomendó al gobierno la refundición de esta ley, y de las disposiciones aún vigentes del Real Decreto Legislativo 1/1992, de 26 de junio, en un nuevo Texto Refundido de la Ley del Suelo de 2008, que quedó aprobado mediante el Real Decreto Legislativo 2/2008, de 20 de junio (BOE de 26 de junio de 2008). El artículo 7 de este nuevo texto legal establece el régimen estatutario de la propiedad del suelo, y reconoce los derechos y obligaciones de los propietarios.
Posteriormente el Texto Refundido de la Ley del Suelo de 2008, ha sido modificado en gran parte de su articulado por la disposición final duodécima de la Ley 8/2013, de 16 de junio (BOE 27 de junio de 2013), aunque estas modificaciones no alteran sustancialmente el estatuto de propiedad del suelo.